# David Reuveni
David Reuveni (Khaibar, Arábia, 1490 - Llerena?, c. 1538–1541?) foi um judeu do século XVI que alguns tomaram por Messias.
Em 1524, Reuveni desembarcou em Veneza, afirmando ser o embaixador e irmão do rei José de Khaibar, uma cidade e antigo distrito da Arábia, "no deserto de Habor", onde os descendentes das "tribos perdidas" de Rubem e Gad supostamente viviam. 
Graças à intervenção representantes da comunidade judaica, como o rabino Ovadia Sforno, o médico Judá Ascoli e sobretudo de Benvénida, a mulher de Samuel Abravanel, filho de Don Isaac, Reuveni conseguiu uma audiência com o papa.
Pediu ao Papa Clemente VII e a potências europeias que lhes fornecessem canhões e armas de fogo para a guerra com os muçulmanos que, disse, impediam a união dos judeus que viviam nos dois lados do Mar Vermelho. O objectivo: a dominação da Arábia e a recuperação de Constantinopla. O papa dá-lhe cartas de recomendação aos reis de Portugal e da Abissínia. Eles deveriam estabelecer contactos com esse reino judeu de Habor.
Em 1525 (a convite do rei João III de Portugal), rumou a Lisboa, acompanhado de escolta e sob uma bandeira com um emblema das Doze tribos de Israel. Foi bem recebido pelo rei português, que lhe deu a promessa de ajuda e a pausa temporária na perseguição aos marranos, o que fez crer aos judeus portugueses e espanhóis que Reuveni era um precursor do Messias. 
Selaya, inquiridor de Badajoz, queixou-se ao rei de Portugal que um judeu vindo do Oriente (referindo-se a Reuveni) tinha suscitado aos marranos espanhóis a esperança de que o Messias chegaria e iria liderar Israel de todas as suas terras de volta à Palestina, e que tinha mesmo encorajado a actos públicos (ver Grätz, l.c. ix. 532). 
Um espírito de expectativa cresceu durante a estadia de Reuveni em Portugal. Reuveni negou expressamente ser um messias ou um profeta (ver Fuenn, "Keneset Yisrael," p. 256), dizendo que era apenas um guerreiro. Porém, uma mulher marrana da região de Herara, em Puebla de Alcocer declarou ser uma profetisa, teve visões, e prometeu liderar os seus correligionários para a Terra Santa. Foi queimada viva, juntamente com quem acreditava nela.
Houve portugueses cristãos-novos, que pretenderam entrar para o "exército" de Reuveni. D. João III viu nesta exaltação um perigo político e Reuveni julgou mais prudente fugir de Portugal, atravessando a Espanha e França de regresso à Itália.
Em 1525, um secretário do rei D. João III, de nome Diego Pires, inspirado pela visita de Reuveni, decide abandonar o seu posto governamental. Ele inicia-se no Judaísmo, fez a circuncisão a si próprio, e adotou um novo nome, Solomon Molcho (Shlomo Molkho) e fugiu de Portugal. Dirigiu-se ao Império Otomano, tendo chegado a Salonica em 1529.
Mais tarde, em Itália, David Reuveni e Solomon Molcho voltam a encontrar-se, e decidiram iniciar uma nova missão perante o poderoso imperador Carlos V. Foram ter com o  Imperador em Ratisbona, mas ao chegar foram detidos e presos. Solomon Molcho foi condenado à morte pela fogueira. Desconhece-se se David Reuveni terá morrido na fogueira ou na prisão.